# Giulietta degli spiriti
Giulietta degli spiriti è un film del 1965, diretto da Federico Fellini. È il primo lungometraggio a colori del regista riminese, dopo l'episodio dal titolo Le tentazioni del dottor Antonio del film collettivo Boccaccio '70 del 1962.

## Trama
Giulietta Boldrini, una benestante signora dell'alta borghesia romana, trascorre le vacanze estive nella lussuosa villa di Fregene, dove, con il marito Giorgio ed alcuni amici, organizza una festa per celebrare l'anniversario del matrimonio. Il legame però non è più saldo: Giorgio infatti nasconde, dietro una cortesia distratta, l'illusione di un nuovo amore.
Giulietta ne ha la dolorosa convinzione e sente tutto il suo mondo entrare in crisi. Sua madre si preoccupa solo del proprio aspetto fisico, mentre le sorelle sono vacue e superficiali: Giulietta non ha nessuno con cui confidarsi. Partecipa quindi ad alcune sedute spiritiche e consulta anche un veggente indiano. Il consiglio della sorella la porta a un'ulteriore esperienza, particolarmente umiliante: Giorgio viene fatto seguire da investigatori che forniscono a Giulietta le prove inconfutabili del suo tradimento.
Nella sua ricerca di uno sfogo, Giulietta sembra cedere alle lusinghe di una vicina, Susy, che vorrebbe introdurla in un mondo vizioso falso. In tempo, con terrore, la donna se ne ritrae e, dopo aver tentato inutilmente di parlare con l'amante del marito, trova la forza di lasciarlo uscire dalla sua vita, nascondendogli la sua consapevolezza. Tuttavia, Giulietta riesce a reagire. Alla fine, in abito bianco, va incontro al vento che soffia dal mare.

## Riconoscimenti
- 1967 - Premi Oscar
  - Candidatura Migliore scenografia a Piero Gherardi
  - Candidatura Migliori costumi a Piero Gherardi
- 1966 - Golden Globe
  - Miglior film straniero (Italia)
- 1966 - David di Donatello
  - Miglior attrice protagonista a Giulietta Masina
- 1966 - Nastro d'argento
  - Miglior attrice non protagonista a Sandra Milo
  - Miglior fotografia a colori a Gianni Di Venanzo
  - Miglior scenografia a Piero Gherardi
  - Migliori costumi a Piero Gherardi
  - Candidatura Regista del miglior film a Federico Fellini
  - Candidatura Miglior attrice protagonista a Giulietta Masina
- 1965 - National Board of Review Awards
  - Miglior film straniero (Italia)
- 1967 - Kansas City Film Critics Circle Awards
  - Miglior regista a Federico Fellini

## La critica
All'uscita del film nelle sale la critica italiana non fu tenera con Fellini, mentre all'estero, ad esempio in Francia e in Gran Bretagna, il film suscitò critiche assai più favorevoli.
- Giovanni Grazzini ne Corriere della Sera, del 23 ottobre 1965: «Si sa che la fantasia di Fellini, negli ultimi anni, è sfrenata da un gusto convenzionalmente chiamato barocco: il delirio ornamentale, la beatitudine decorativa. La crisi coniugale di Giulietta viene così soffocata dal lusso scenografico, lo strepito o la tenerezza dei colori, lo sfarzo bizzarro dei costumi; seppure talvolta non manchi un autentico palpito d'umanità.»
- Adelio Ferrero ne Il mondo nuovo, del 14 novembre 1965: «La povertà e il manicheismo di questa mitologia si gonfiano e dilatano in turgore liberty, dissipazione floreale, contaminazione viziosa di immagini oniriche, gusto incontrollato della deformazione che neutralizza e annulla la cattiveria dell'osservazione critica della società e del costume. La stessa immaginazione del regista, in altre occasioni fluida e mobilissima sembra raggrumarsi e ristagnare. Per tale via nessuna liberazione è possibile. Quando nel finale Giulietta disubbidisce per la prima volta alla madre e apre quella porta dietro la quale c'è la bambina di sempre, legata sulla graticola delle suore o schiacciata dalle ossessioni e dagli inganni del matriarcato, del matrimonio e del sesso, e si attua per una via tutta irriflessa e stupefatta la rimozione dei complessi, lo spettatore avverte che il regista declama una liberazione che non è stata sofferta e che non è cresciuta nel personaggio, ma è sempre al di fuori, in un universo astratto e mitizzato.»
- Mino Argentieri in Rinascita, del 30 ottobre 1965: «C'è in questo film, rispetto a Otto e mezzo, una maggiore compattezza, anche se Fellini non si affranca dalla sua poetica, dotata di cortissimo respiro. Dov'è, allora, il limite della pellicola? Nella sommarietà, nello schematismo di un personaggio esangue portato al confine dell'astrazione e del simbolo, incorporeo, inattendibile.»
- Goffredo Fofi in Quaderni piacentini, del novembre-dicembre 1965: «Giulietta degli spiriti, una specie di parodia scialba di Otto e mezzo, un film dominato dalla insopportabile pazienza negativa della Masina, un pasticcio colorato alle salse più scontate, un reader's digest della media-cultura medio-borghese italiana, è di una banalità e mediocrità sconfortanti. In Giulietta tutto è ripetizione e maniera»
- Leo Pestelli in La Stampa, del 29 ottobre 1965: «Quello che poteva anche essere un racconto scarno, per linee interne, diventa nelle mani di Fellini una fantasmagoria di forme e di colori oggettivanti i pensieri, i ricordi, i sogni e le visioni del personaggio; il quale personaggio non è ben certo che sia sempre quello della signora Giulietta e non diventi per lunghi tratti quello del regista prevaricatore. Un altro cospicuo saggio, dunque, della tumultuaria, barocca immaginazione felliniana, e insieme della sua splendida facoltà di ordinare il mondo in visione cinematografica, qui arricchita dall'uso del colore, da lui trattato si può dire per la prima volta e con effetti sorprendenti. Ma anche un film di sosta, che assommando vari motivi del regista (da Lo sceicco bianco a Otto e mezzo), non li trascende e lascia immutata, e per ciò stesso un po' stanca, la prospettiva dell'artista.»
- Morando Morandini in L'Osservatore Politico Letterario, del 12 dicembre 1965: «Paradossalmente si potrebbe sostenere che Giulietta degli spiriti è un film da sfogliare più che da vedere; il modo migliore di assaporarlo sarebbe quello di ridurlo a un migliaio di inquadrature, e poi esaminarle, a una a una, come si fa con un album. Viene il sospetto che Fellini sia stato condizionato - e frenato - dal colore, non soltanto da Giulietta.»
- Jean-Louis Bory in Arts, del 20 ottobre 1965: «Giulietta degli spiriti è l'ultima roulotte che Fellini-Barnum aggiunge alla sua carovana. In definitiva realtà e soprannaturale, presente, passato e possibile si trovano sullo stesso piano: quello del barocco felliniano, dove le convenzioni personali hanno preso il rilievo delle convenzioni della realtà. L'Angelo del Bizzarro scompiglia quello dell'iconografia sulpiziana. Il barocco mistico, il barocco formale che dimentica tutto il resto, diventando puramente divertente. Si ride molto.»
- Gordon Gow in Films and Filming, dell'aprile 1966: «Le risorse tipiche del film sono: una macchina da presa frenetica, immagini incalzanti unite a un eccezionale dominio della luce e del colore. Questo è cinema da maestro, non solo in rapporto all'opera immediatamente precedente di Fellini, Otto e mezzo, ma si colloca vicino al Citizen Kane di Welles e al Marienbad di Resnais. Si muove liberamente e significativamente nel tempo e nello spazio, nell'immaginazione e nella memoria.»
- Gian Piero Brunetta in Cent'anni di cinema italiano (Laterza, 1991): «Grazie a un colore che accentua la ricerca simbolica e antinaturalistica, Fellini non pone più alcun freno ai suoi istinti immaginativi. Tra tutti i viaggi nella memoria effettuati nel corso della sua attività questo è l'unico che cerca di esplorare il mondo della controparte femminile, vedendolo animato e coabitato da una folla di presenze uscite direttamente dall'iconografia della religione cattolica e da figure di sacerdotesse del sesso, che invitano alla liberazione del corpo e alla trasgressione dei comandamenti e dei tabù. Giulietta mette in scena riti e comportamenti in via di sparizione, quasi frammenti residuali di civiltà che stanno scomparendo e stabilisce un ulteriore punto d'orientamento per l'opera del regista.»